# Reform Party of Canada
De Reform Party of Canada (Frans: Parti réformiste du Canada, Nederlands: Hervormingspartij van Canada) was een Canadese federale conservatieve politieke partij.
De partij werd in 1986 opgericht door ontevreden Progressief-Conservatieven (Progressive Conservatives). Het waren vooral Canadese Westerlingen die het niet meer konden vinden met de minister-president Brian Mulroney. Eerste leider van de partij was Preston Manning.
Sociaal conservatisme en fiscaal conservatisme waren speerpunten van de partij, en alhoewel weinig succesvol bij de verkiezingen van 1988, werd Deborah Grey in een bijverkiezing van 1989 verkozen tot MP.
De twee verkiezingen in de jaren 90 waren wel succesvol voor de Hervormingspartij. De invoering van een federale omzetbelasting en het Charlottetown Accord waren zeer impopulair bij Westerse kiezers, en die vonden dan ook massaal hun stem bij de Hervormingspartij.
In 2002 werd de partij opgeheven, waarbij de meeste leden overstapten naar de Canadian Alliance. Met de Canadian Alliance werd getracht om ook conservatieven uit Ontario en Atlantisch Canada bijeen te brengen in een voornamelijk westelijke beweging.

## Verkiezingen voor hetCanadees Lagerhuis, 1988–1997
| Jaar | # kandidaten | # zetels | # stemmen | % stemmen (landelijk) | % stemmen (Alberta) |
| ---- | ------------ | -------- | --------- | --------------------- | ------------------- |
| 1988 | 72           | 0        | 275.767   | 2,09%                 | 15,4%               |
| 1993 | 207          | 52       | 2.559.245 | 18,69%                | 52,3%               |
| 1997 | 227          | 60       | 2.513.080 | 19,35%                | 54,6%               |

Vertegenwoordigd in het Canadees Lagerhuis:
Bloc Québécois · Conservatieve Partij van Canada · Groene Partij van Canada · Liberale Partij van Canada · Nieuwe Democratische Partij van Canada
Voor partijen die niet in het Lagerhuis vertegenwoordigd zijn, provinciale partijen, en opgeheven partijen, zie Lijst van Canadese politieke partijen.